# Каттинг, Фрэнсис
Фрэнсис Каттинг (ок.1550-1595/6) — лютнист и композитор Елизаветинской Англии. Среди прочих сочинений ему принадлежит одна из версий песни «Greensleeves». Одиннадцать его произведений вошли в «Новую книгу табулатуры» Уильяма Барли (1596).
Возможно, Каттинг первым сделал себе имя игрой на лютне, а не пением в церковном хоре или игрой на органе. Во всяком случае, Каттинг — один из первых лютнистов Англии, известных по имени.
О жизни композитора мало известно. Каттинг служил музыкантом феодалам из рода Говардов. В браке с Елизаветой имел 10 детей, среди которых Томас Каттинг также стал заметным лютнистом.